# Danny Havoc
Grant Berkland, conocido por su nombre en el ring Danny Havoc (Cylinder, Iowa, 19 de mayo de 1986-Jersey City, Nueva Jersey, 31 de mayo de 2020), fue un luchador profesional estadounidense conocido por su paso en la empresa Combat Zone Wrestling. Havoc, como luchador independiente, también hizo apariciones en empresas como IWA Mid-South, IWA Deep-South y Westside Xtreme Wrestling.

## Carrera
Havoc nació en la pequeña ciudad de Cylinder, Iowa, en el Condado de Palo Alto, donde comenzó a luchar junto a sus amigos en el granero de su familia después de clases. Después de ver muchas cintas de lucha libre y específicamente tras asistir al evento Cage of Death 6 de Combat Zone Wrestling, Havoc viajó a Filadelfia para realizar una prueba con CZW. Después de entrenar durante unos meses, Havoc hizo su debut en el Ultraviolent Student Battle Royal del Tournament of Death 4 el 30 de julio de 2005. Durante un punto de la lucha, Havoc fue incendiado por su compañero WHACKS.
Havoc hizo su debut individual en el primer Chri$ Ca$h Memorial Show el 10 de septiembre de 2005. Derrotó al recién graduado de la academia de CZW Andy Sumner con un Death Valley Driver sobre un tablero de alambre de púas apoyado en dos sillas fuera del ring. Comenzó una largo feudo con DJ Hyde, que incluyó luchas en shows de CZW, así como en STF (Stars of the Future) y shows en NEXT. Havoc finalmente derrotó a Hyde en abril de 2006 en el show Any Questions? de CZW. Después de la lucha, Hyde lanzó a Havoc fuera de un balcón a través de una mesa.
Havoc comenzó a subir de nivel en 2007. Ganó el CZW World Junior Heavyweight Championship en el tercer Show Conmemorativo de Chri$ Ca$h el 8 de septiembre, al derrotar a Joker, Scotty Vortekz, "Diehard" Dustin Lee y Drake Younger en un five-way match. El 1 de diciembre, Havoc llegó a la final del torneo por la "Carnage Cup" de IWA Deep-South, pero fue derrotado por Freakshow. Una semana después, el 8 de diciembre, en el Cage of Death 9, Havoc fue el último miembro del "Team CZW", después de quedar de pie en la cima de la jaula al final del gran Cage of Death Match.

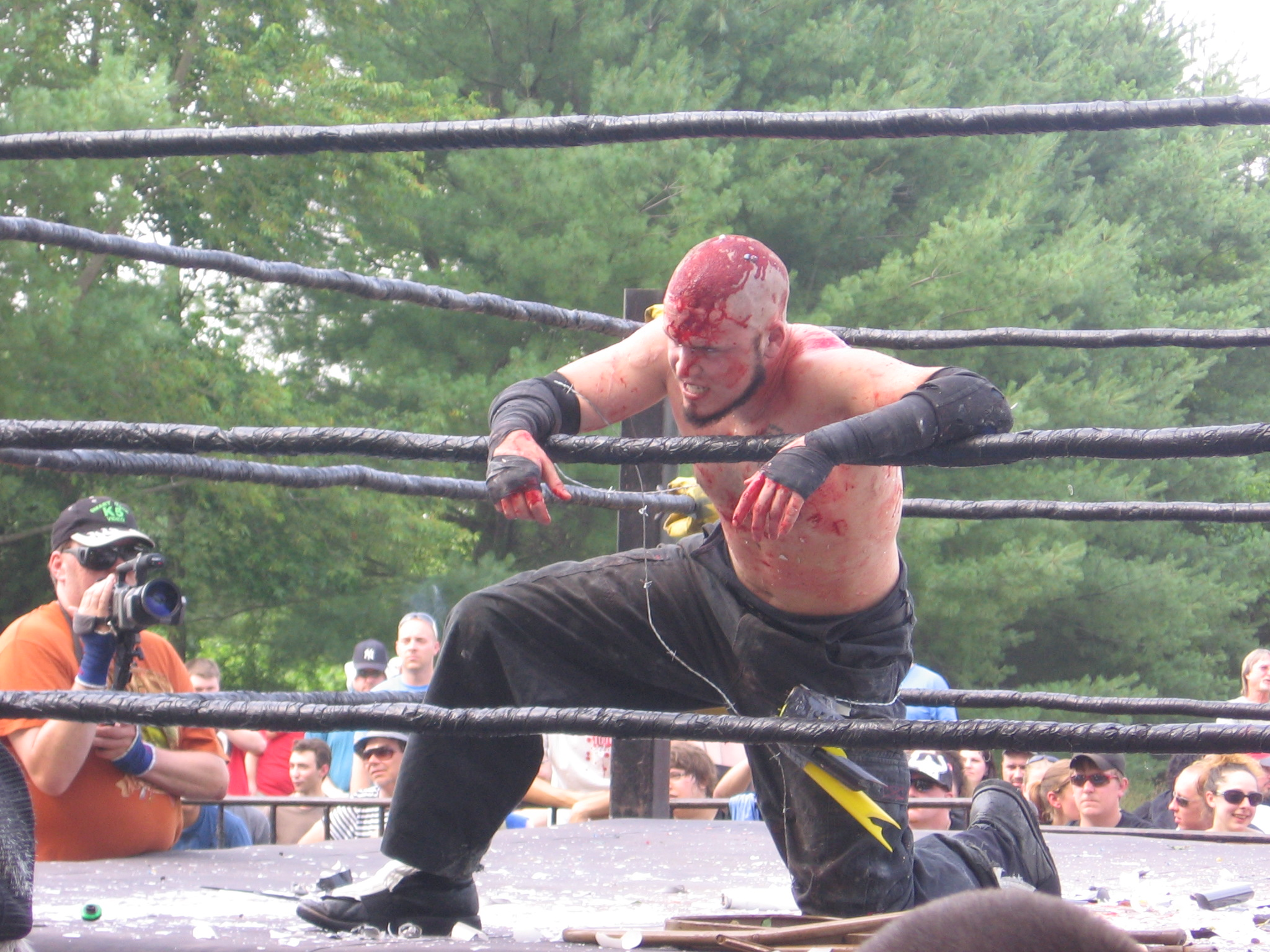
Havoc luchando en el Tournament of Death IX.

Havoc ganó el "Tournament of Death VII" el 17 de mayo de 2008. En la primera ronda, Havoc avanzó al derrotar a The RAM en un "Light Tube Bundles Match". En las semifinales, Havoc y Nick Gage avanzaron al derrotar a Pinkie Sanchez y Greg Excellent respectivamente. En la final, Havoc se impuso a Drake Younger, Scotty Vortekz y Nick Gage en una lucha con cuerdas de alambre de púas y con 200 tubos de luz con reglas normales. Durante la lucha, Havoc recibió un chokeslammed sobre dos sillas por parte de Necro Butcher y fue sacado del ring por Nick Gage, pero su brazo se quedó atrapado en el alambre de púas y se hizo un corte desde el tríceps hasta la axila. En ese mismo año, Havoc también ganó la Carnage Cup de la IWA Deep-South, avanzando sobre Juggulator, WHACKS, Nick Gage, Freakshow y sobre Corey Shaddix en las finales. Ganó el CZW Ultraviolent Underground Championship en Decision 2008, después de que el entonces campeón de Drake Younger, quien también tenía el CZW World Heavyweight Championship le diera el título después de un Fatal-Four-Way Match.
Havoc recientemente llegó a la final del torneo de Gorefest II de la empresa Westside Xtreme Wrestling en Alemania, perdiendo ante Thumbtack Jack en un "lighttubes and barbed-wire pits match". Havoc había derrotado a Thumbtack Jack el mes anterior en los Estados Unidos, reteniendo el CZW Ultraviolent Underground Championship.
Havoc fue también el principal luchador del segmento G4 Underground en Deathmatch wrestling en Estados Unidos, presentada por G4 Cable Station. A Havoc le pidieron que defendiera el Ultraviolent Underground Championship contra Thumbtack Jack.
Se ha visto envuelto en un feudo con Switchblade Conspiracy, fundada por Sami Callahan.[cita requerida]

## Fallecimiento
Falleció el 31 de mayo de 2020, por causas desconocidas. El deceso se produjo dos meses después del fallecimiento de la que fuera su esposa, Brianne Morrow, a causa de una insuficiencia cardíaca. La noticia fue difundida en la cuenta oficial de Twitter de Game Changer Wrestling.

## En lucha
- Movimientos finales
  - General Order 24 (Wrist-clutch Death Valley driver, a veces desde el borde del ring hacia una mesa o sobre tubos de luz)
- Movimientos de firma
  - Dragon suplex
  - Iowa State Cyclone(Corkscrew moonsault)
  - Queen to Queen's Level Three(Double underhook DDT)
  - There is No Vulcan Deathgrip(Dragon sleeper)

## Campeonatos y logros
- Combat Zone Wrestling
  - CZW Ultraviolent Underground Championship (1 vez)[5]
  - CZW World Junior Heavyweight Championship (1 vez)[6]
  - CZW World Tag Team Championship (2 veces, actual) - con Lucky tHURTeen & Devon Moore
  - Tournament of Death VII (2008)[7]
- IWA Deep-South
  - Carnage Cup (2008)[8]
- IWA Mid-South
  - IWA Mid-South Deathmatch Championship (1 vez)[9]
- Insane Championship Wrestling
  - Insane 8 (2009)[10]